# Gravure de sceau
Pour les articles homonymes, voir Gravure (homonymie).
 (février 2010).
Si vous disposez d'ouvrages ou d'articles de référence ou si vous connaissez des sites web de qualité traitant du thème abordé ici, merci de compléter l'article en donnant les références utiles à sa vérifiabilité et en les liant à la section « Notes et références ».

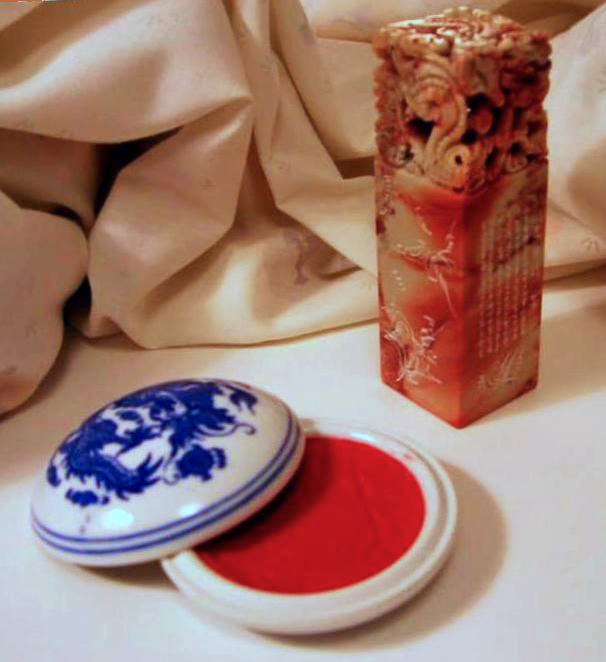
Sceau chinois et son encre rouge.

La gravure des sceaux (篆刻, en mandarin : zhuànkè ; en shanghaïen : zeukheq) est un art traditionnel chinois, qui s'est répandu en Extrême-Orient.

## Techniques
Cet art emploie essentiellement deux techniques :
1. 衝刀 (en mandarin, chōng dāo ; en shanghaïen, tsonto), développée par l’école Anhui (皖派).
2. 切刀 (en mandarin, qiē dāo ; en shanghaïen, chiqto), développée par l’école Zhejiang (浙派).

Les particularités de ces deux techniques sont :
- dans la gravure chōng dāo (衝刀), il s'agit d'une gravure cursive, où le couteau grave le support sans que la main se lève, en un trait continu ;
- dans la gravure qiē dāo (切刀), au contraire, la gravure s'effectue par touches successives, chaque ligne étant le résultat de la succession de plusieurs courtes tailles, chacune de la largeur du couteau à graver.

## Écoles importantes

### En Chine
- École du Zhejiang de gravure de sceau, abrégé en école Zhe (浙派, zhè pài) ou simplement Zhe. Cette école est devenue l'une des écoles majeures pendant les dynasties Ming et Qing.
- École de l'Anhui de gravure de sceau, abrégé en école Wan (皖派, wǎn pài)[1] ou simplement Wan. Elle est devenue l'une des écoles majeures pendant les dynasties Ming et Qing.
- École de Shanghai de gravure de sceau, abrégé en école Hai (海派, hǎi pài). Elle est devenue une école majeure à la fin de la dynastie Qing et pendant la période de la République de Chine sur le continent.